# Turbaco
Turbaco – miasto w Kolumbii, w departamencie Bolívar.